# Camas
Camas è un comune spagnolo di 26 015 abitanti situato nella comunità autonoma dell'Andalusia.

## Cultura
Sul suo territorio, nel 1958, fu ritrovato il cosiddetto Tesoro del Carambolo, un insieme di oggetti di oro e ceramica di raffinata fattura di origine tartessica/fenicia oggi conservato nel Museo archeologico di Siviglia.

## Monumenti e luoghi d'interesse
- Santuario de El Carambolo, santuario dell'età del ferro, situato sulla cima del Cerro de El Carombolo.